# Sri Lanka i olympiska sommarspelen 2012
Sri Lanka deltog i de olympiska sommarspelen 2012 som ägde rum i London i Storbritannien mellan den 27 juli och den 12 augusti 2012.

## Badminton
- Huvudartikel: Badminton vid olympiska sommarspelen 2012

| Spelare            | Gren       | Gruppnivå                   | Gruppnivå                  | Gruppnivå         | Gruppnivå                          | Eliminering       | Kvartsfinal       | Semifinal         | Final / brons     | Final / brons    |
| Spelare            | Gren       | Motståndare Poäng           | Motståndare Poäng          | Motståndare Poäng | Placering                          | Motståndare Poäng | Motståndare Poäng | Motståndare Poäng | Motståndare Poäng | Placering        |
| ------------------ | ---------- | --------------------------- | -------------------------- | ----------------- | ---------------------------------- | ----------------- | ----------------- | ----------------- | ----------------- | ---------------- |
| Niluka Karunaratne | Herrsingel | Tago (JPN) W 21–18, 21–16   | i.u.                       | 1 Q               | Kashyap (IND) L 14–21, 21–15, 9–21 | Gick inte vidare  | Gick inte vidare  | Gick inte vidare  | Gick inte vidare  | Gick inte vidare |
| Thilini Jayasinghe | Damsingel  | Intanon (THA) L 13–21, 5–21 | Santos (POR) L 9–21, 11–21 | 3                 | Gick inte vidare                   | Gick inte vidare  | Gick inte vidare  | Gick inte vidare  | Gick inte vidare  | Gick inte vidare |

## Friidrott
- Huvudartikel: Friidrott vid olympiska sommarspelen 2012

Förkortningar
- Notera – Placeringar gäller endast den tävlandes eget heat
- Q = Kvalificerade sig till nästa omgång via placering
- q = Kvalificerade sig på tid eller, i fältgrenarna, på placering utan att ha nått kvalgränsen
- NR = Nationellt rekord
- N/A = Omgången inte möjlig i grenen
- Bye = Idrottaren behövde inte delta i omgången

Herrar
Bana och väg
| Idrottare       | Gren    | Final    | Final     |
| Idrottare       | Gren    | Resultat | Placering |
| --------------- | ------- | -------- | --------- |
| Anuradha Cooray | Maraton | 2:20:41  | 55        |

Damer
Bana och väg
| Idrottare         | Event      | Heat     | Heat      | Semifinal        | Semifinal        | Final            | Final            |
| Idrottare         | Event      | Resultat | Placering | Resultat         | Placering        | Resultat         | Placering        |
| ----------------- | ---------- | -------- | --------- | ---------------- | ---------------- | ---------------- | ---------------- |
| Christine Merrill | 400 m häck | 57.15    | 9         | Gick inte vidare | Gick inte vidare | Gick inte vidare | Gick inte vidare |